# Za kamiennymi murami
Za kamiennymi murami (tyt.oryg. Përtej mureve të gurta) – albański film fabularny z roku 1979 w reżyserii Gëzima Erebary.

## Opis fabuły
Akcja filmu rozgrywa się w czasie II wojny światowej. Zgodnie z prawem zwyczajowym po ukończeniu 12 roku życia Asimeja zostaje zamknięta w domu rodzinnym, dopóki nie zjawi się chętny do jej poślubienia. Jej rodzina oczekuje, że w domu pojawi się odpowiedni kandydat na męża dla jej córki. W czasie wojny do domu trafia Vjollca - młoda kobieta-partyzant, ranna w czasie walki. Asimeja wraz z nią opuszcza dom rodzinny.
Film realizowano w Elbasanie.

## Obsada
- Esma Agolli jako Mrs Neriman
- Shpresa Bërdëllima jako Asimeja dorosła
- Safinaz Boriçi jako Asimeja w dzieciństwie
- Alfred Bualoti jako Ramiz
- Astrit Çerma jako Nauczyciel
- Merita Dabulla jako Vjollca, ranna kobieta-partyzant
- Demir Hyskja jako Kasem, ojciec Ramiza
- Marta Burda jako babka Ramiza
- Antoneta Papapavli jako matka Asimei
- Albert Verria jako ojciec Asimei
- Violeta Manushi jako babka Asimei
- Drita Pelingu jako matka Ramiza
- Spiro Duni jako Gezim
- Agim Shuke jako lekarz
- Piro Kita jako syn Mrs Neriman
- Lec Vuksani jako właściciel sklepu
- Ali Duhanxhiu jako sprzedawca lodów
- Dhimosten Papa jako Włoch
- Dario Lukaçi jako Włoch
- Ali Duhanxhiu jako lodziarz
- Sotiraq Çili
- Luixhina Leka
- Roland Aroni
- Yllson Pëllumbi